# Claude Lorieux
Pour les autres membres de la famille, voir Famille Lorieux.
Claude Lorieux, né le 17 décembre 1936 à Paris et mort le 25 avril 2005 à Guérande,,, est un journaliste français, ancien collaborateur du Figaro et grand spécialiste du Moyen-Orient.

## Biographie
Né le 17 décembre 1936 à Paris, il sort diplômé de Sciences Po. Entré à l'Agence France-Presse en 1962, il est correspondant de l'AFP à Rome pendant le Concile Vatican II et il couvre la guerre du Viêt Nam à New York de 1967 et 1968. Il devient par la suite correspondant de l'AFP à Bruxelles puis à Londres.
En 1978, il devient collaborateur du service étranger du Figaro, dont il devient responsable et grand spécialiste du Moyen-Orient.
Il vivait à Guérande, d'où il était originaire, et sillonnait les pays du Moyen-Orient.
Lorieux était vice-président du Conseil pour le commerce extérieur de la France, dont il a été président de la Commission pour le Moyen-Orient. Il était également vice-président de l'Association française des journalistes spécialisés sur le Moyen-Orient et le Maghreb (AJMO).
Il est mort d'un cancer de la moelle épinière. Il était marié et père de deux enfants.

## Publications
- Les aventuriers de la mer du Nord (1978)
- Chrétiens d'orient en terre d'Islam (2001, Prix Diane-Potier-Boès 2002 de l'Académie française)[4]